# Gavilanes de Nuevo Laredo
Gavilanes de Nuevo Laredo fue un equipo de fútbol mexicano que solamente compitió en el torneo de Invierno y Verano de 2002 de la Primera División 'A' de México. Tenía como sede la ciudad de Nuevo Laredo, Tamaulipas.

## Historia
El Club surge luego que Roberto de la Garza entonces presidente de la Primera División A adquiriera la franquicia de Toros Neza que en ese tiempo le pertenecía a José Antonio Hernández que ya estaba fastidiado del club, sin jugadores es decir los elementos de Neza que jugaron en Verano 2002 no llegaron con esta franquicia. Los Gavilanes en un principio intento jugar en Guadalupe pero no recibió anuencia de Monterrey y Tigres por ese motivo a destiempo establece su sede en Nuevo Laredo, el equipo se conformó con varios jugadores veteranos como los uruguayos Robert Dante Siboldi, José Carlos Cancela y Nelson Laluz, Marco Antonio de Almeida, Mario "El Vaquero" Jauregui, Francisco Javier Sánchez; más otro grupo de juveniles provenientes de Tigrillos de la UANL y Cobras de Ciudad Juárez filiales de Monterrey y Tigres. El técnico del equipo fue el uruguayo Eduardo Acevedo.
Gavilanes de Nuevo Laredo debutó en el torneo de Invierno 2002 jugando en Yucatán empatando a 0; pronto el equipo evidencio falta de nivel y agrupación, empataron su segundo juego 1-1 con Cihuatlán y luego ganarían su único partido a Cruz Azul Hidalgo, en la fecha 3, por 5-0; tras esto y luego de salir goleado de Zacatepec (4-1) no volvería a ganar empató 4 veces más y acumuló 11 derrotas, recibiendo 38 goles en contra y marcando 17 para ser últimos lugares con 9 puntos. Tras la culminación de la temporada, el equipo vivió una incertidumbre a finales de 2002 e incluso en enero cuando ya había iniciado el torneo de Verano 2003 intentaba infructuosamente traspasarse a Tampico, pero adeudos contraídos ante la FMF la rama los desafilió el 27 de enero de 2003, pero pasaron a Segunda División al cubrirse los adeudos donde compite ese torneo para desaparecer posteriormente.

## Estadio
El estadio está dentro de una unidad deportiva del municipio de Nuevo Laredo, llamada "Benito Juárez García"; su campo es una cancha con pista de tartán, y con gradas que tiene capacidad para 6,500 espectadores.